# Scopula parasira
Scopula parasira là một loài bướm đêm trong họ Geometridae.